# Serge-Junior Martinsson Ngouali
Serge-Junior Bertil Nicolas Martinsson Ngouali, talvolta noto semplicemente come Junior (Göteborg, 23 gennaio 1992), è un calciatore svedese naturalizzato gabonese, centrocampista del Brommapojkarna.

## Biografia
Suo padre è della Repubblica Centrafricana con origini gabonesi, mentre la madre è svedese. Ha un fratello minore, Tom Martinsson Ngouali, che però non è mai andato oltre il calcio dilettantistico.

## Carriera

### Club
Junior ha iniziato a giocare a calcio nel Gunnilse, una squadra minore di Göteborg, per poi passare alle giovanili del Västra Frölunda, altra società della stessa città.

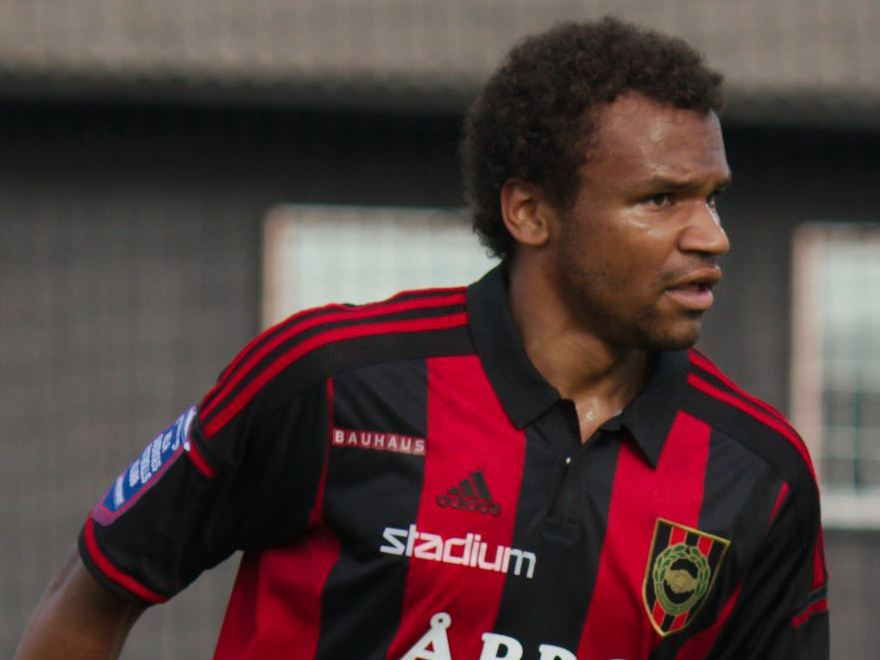
Al Brommapojkarna nel luglio 2014

Nel 2003 si è spostato a Stoccolma insieme alla madre e al fratello Tom, ed è entrato così a far parte del vivaio del Brommapojkarna.
Nel 2010, all'età di 18 anni, ha giocato la sua prima partita in Allsvenskan sempre con la maglia del Brommapojkarna. Al termine della sua stagione da debuttante, la squadra è retrocessa in Superettan. L'anno successivo ha acquisito maggiore spazio dal primo minuto, iniziando da titolare in 20 delle 28 gare disputate in campionato. Nella Superettan 2012 ha contribuito al ritorno dei rossoneri nella massima serie. Nel 2013 la squadra si è salvata, ma grazie al UEFA Fair Play ranking ha potuto debuttare in Europa League insieme allo stesso Junior. Nel 2015 e nel 2016 però il Brommapojkarna ha subìto due retrocessioni nel giro di altrettanti anni: Junior è rimasto comunque in rosa anche in terza serie, riconquistando immediatamente il ritorno in Superettan.
Prima dell'inizio dell'Allsvenskan 2017, Martinsson Ngouali si è trasferito all'Hammarby dell'assistente allenatore Stefan Billborn, già suo capo tecnico al Brommapojkarna tre anni prima. Nel febbraio 2018, con Billborn che nel frattempo era diventato capo allenatore, il centrocampista gabonese ha prolungato fino al 2020: in quell'occasione è stato definito dal direttore sportivo Jesper Jansson come "forse il nostro giocatore più importante l'anno scorso prima dell'infortunio". Sul finire dell'Allsvenskan 2018, campionato in cui l'Hammarby è stato a lungo in lotta per vincere il titolo salvo poi perdere terreno dalla vetta a pochi turni dalla fine, Junior si è gravemente infortunato al legamento crociato durante la partita del 20 ottobre contro il Malmö FF. È tornato in campo quasi un anno dopo, il 15 settembre 2019. Il suo contratto, in scadenza il 30 giugno 2020, è stato inizialmente rinnovato di altri 6 mesi fino alla fine dell'anno, ma poi è stato svincolato.
La sua carriera è proseguita in Croazia, con l'ingaggio da parte dell'HNK Gorica dove già militava l'ex compagno di squadra Jiloan Hamad.
Il 1º febbraio 2022 è stato reso noto il suo passaggio ai norvegesi del Sarpsborg 08, a cui si è legato per i successivi due anni e mezzo.

### Nazionale
Dopo aver giocato nelle nazionali giovanili svedesi Under-19 ed Under-21 ha scelto di rappresentare il Gabon, con la cui nazionale maggiore ha esordito nel 2017, anno in cui ha anche partecipato alla Coppa d'Africa. Ha poi nuovamente partecipato a tale manifestazione nel 2021.

## Statistiche

### Cronologia presenze e reti in nazionale
| Cronologia completa delle presenze e delle reti in nazionale ― Gabon | Cronologia completa delle presenze e delle reti in nazionale ― Gabon | Cronologia completa delle presenze e delle reti in nazionale ― Gabon | Cronologia completa delle presenze e delle reti in nazionale ― Gabon | Cronologia completa delle presenze e delle reti in nazionale ― Gabon | Cronologia completa delle presenze e delle reti in nazionale ― Gabon | Cronologia completa delle presenze e delle reti in nazionale ― Gabon | Cronologia completa delle presenze e delle reti in nazionale ― Gabon |
| Data                                                                 | Città                                                                | In casa                                                              | Risultato                                                            | Ospiti                                                               | Competizione                                                         | Reti                                                                 | Note                                                                 |
| -------------------------------------------------------------------- | -------------------------------------------------------------------- | -------------------------------------------------------------------- | -------------------------------------------------------------------- | -------------------------------------------------------------------- | -------------------------------------------------------------------- | -------------------------------------------------------------------- | -------------------------------------------------------------------- |
| 18-1-2017                                                            | Libreville                                                           | Gabon                                                                | 1 – 1                                                                | Burkina Faso                                                         | Coppa d'Africa 2017 - 1º turno                                       | -                                                                    | 67’                                                                  |
| 22-1-2017                                                            | Libreville                                                           | Gabon                                                                | 0 – 0                                                                | Camerun                                                              | Coppa d'Africa 2017 - 1º turno                                       | -                                                                    |                                                                      |
| 24-3-2017                                                            | Le Havre                                                             | Guinea                                                               | 2 – 2                                                                | Gabon                                                                | Amichevole                                                           | -                                                                    |                                                                      |
| 10-6-2017                                                            | Bamako                                                               | Mali                                                                 | 2 – 1                                                                | Gabon                                                                | Qual. Coppa d'Africa 2019                                            | -                                                                    | 67’ 80’                                                              |
| 22-3-2018                                                            | Bangkok                                                              | Thailandia                                                           | 0 – 0 dts (4 - 2 dtr)                                                | Gabon                                                                | Amichevole                                                           | -                                                                    |                                                                      |
| 25-3-2018                                                            | Bangkok                                                              | Gabon                                                                | 1 – 0                                                                | Emirati Arabi Uniti                                                  | Amichevole                                                           | -                                                                    | 79’                                                                  |
| 8-9-2018                                                             | Libreville                                                           | Gabon                                                                | 1 – 1                                                                | Burundi                                                              | Qual. Coppa d'Africa 2019                                            | -                                                                    |                                                                      |
| 14-11-2019                                                           | Kinshasa                                                             | RD del Congo                                                         | 0 – 0                                                                | Gabon                                                                | Qual. Coppa d'Africa 2021                                            | -                                                                    | 88’                                                                  |
| 17-11-2019                                                           | Franceville                                                          | Gabon                                                                | 2 – 1                                                                | Angola                                                               | Qual. Coppa d'Africa 2021                                            | -                                                                    | 52’                                                                  |
| 11-10-2020                                                           | Lisbona                                                              | Gabon                                                                | 0 – 2                                                                | Benin                                                                | Amichevole                                                           | -                                                                    |                                                                      |
| 29-3-2021                                                            | Talatona                                                             | Angola                                                               | 2 – 0                                                                | Gabon                                                                | Qual. Coppa d'Africa 2021                                            | -                                                                    | 67’                                                                  |
| 5-9-2021                                                             | Franceville                                                          | Gabon                                                                | 1 – 1                                                                | Egitto                                                               | Qual. Mondiali 2022                                                  | -                                                                    | 81’                                                                  |
| 2-1-2022                                                             | Dubai                                                                | Burkina Faso                                                         | 3 – 0                                                                | Gabon                                                                | Amichevole                                                           | -                                                                    | Ingresso                                                             |
| 10-1-2022                                                            | Yaoundé                                                              | Gabon                                                                | 1 – 0                                                                | Comore                                                               | Coppa d'Africa 2021 - 1º turno                                       | -                                                                    | 58’                                                                  |
| 14-1-2022                                                            | Yaoundé                                                              | Gabon                                                                | 1 – 1                                                                | Ghana                                                                | Coppa d'Africa 2021 - 1º turno                                       | -                                                                    | 76’                                                                  |
| 20-11-2022                                                           | Adalia                                                               | Gabon                                                                | 3 – 1                                                                | Niger                                                                | Amichevole                                                           | -                                                                    |                                                                      |
| 15-10-2024                                                           | Durban                                                               | Lesotho                                                              | 0 – 2                                                                | Gabon                                                                | Qual. Coppa d'Africa 2025                                            | -                                                                    | 71’                                                                  |
| Totale                                                               |                                                                      | Presenze                                                             | 17                                                                   |                                                                      | Reti                                                                 | 0                                                                    |                                                                      |